# Gerardo Gombau
Gerardo Gombau (Salamanca, 3 de agosto de 1906-Madrid, 13 de diciembre de 1971) fue un pianista, director de orquesta y compositor español.

## Trayectoria
Realiza sus estudios musicales en su ciudad natal con los maestros Damaso Ledesma, Pere Buxaderas y Eloy Andrés. Más tarde se traslada a Madrid donde continúa estudiando con Conrado del Campo y José Balsa, recibiendo una sólida formación que hizo de él un pianista de gran calidad, un director de orquesta firme y un compositor fecundo y abierto. Sin embargo, nunca dejó de lado su gran pasión por la pedagogía musical, ocupando las cátedras de acompañamiento y composición en el Real Conservatorio Superior de Música de Madrid. Bajo el lema “aprende enseñando” ayudó a construir una buena parte de las vocaciones musicales de generaciones posteriores a él, tal como Conrado del Campo había hecho con él mismo. Su extraordinaria cultura y profunda formación musical le acercaron, incluso ya sexagenario, a promocionar muchos jóvenes como Montserrat Bellés (1943-1998), Jesús Villa Rojo o Carlos Cruz de Castro.
Su figura fue clave para la música contemporánea española, introduciendo y difundiendo en el país la música de Ígor Stravinski, Béla Bartók y la Segunda Escuela de Viena a través de diferentes escritos en La Estafeta Literaria o en sus conferencias impartidas en el Aula del Ateneo de Madrid, y posteriormente otras figuras de la composición europea del momento, como Pierre Boulez, Luciano Berio, Karlheinz Stockhausen o Henri Pousseur.
En 1942 fundó la Orquesta Sinfónica de Salamanca y fue consejero de la Sociedad General de Autores de España (SGAE). También fue uno de los promotores de la Editorial de Música Contemporánea Española (EMEC).
En 1985 se erigió en Salamanca, su ciudad natal, un monumento como homenaje por su trayectoria, encargado por el Ayuntamiento al escultor Venancio Blanco.

## Composición[6]
Sus primeras obras se inscriben en el contexto nacionalista de la época, con obras como El ballet Charro o el poema sinfónico Don Quijote velando las armas, ambas de 1943.
A partir de ese momento, Gombau inicia un camino hacia territorios más experimentales. Con obras como Tres piezas de la Belle Epoque (1959), para guitarra, o Scherzo (1960), para voz y orquesta de cámara sobre un poema de José Hierro, comienza este trayecto hacia la dodecafonía primero, y el serialismo después. Sin embargo, será con obras como Sonorización heptáfona (1963), para arpa, y más claramente, con Música para voces e instrumentos (1966) o Música 3+1 (1967), para cuarteto de cuerda, donde logra un lenguaje plenamente personal e inscrito en su tiempo.
La electrónica aparece en piezas como Alea 68 (1968), para voz y cinta, o Los invisibles átomos del aire (1970), también para voz y cinta. Gombau es un compositor muy interesado en el trabajo con textos poéticos, como lo demuestra su catálogo. Poemas de autores como Góngora, Gerardo Diego, Rafael Alberti, Calderón o José Hierro, aparecen en sus obras con diferentes tratamientos instrumentales y vocales.

## Obra (Selección)[7][2]
- Nocturno (1974), guitarra, viola y 2 percusionistas
- Sinfonía retrospectiva (1939), orquesta
- Infantina (1940), voces, piano, violín y cuarteto de cuerda
- Danza para un ballet charro (1945), ballet
- Don Quijote velando las armas (1945), orquesta
- Sonata para orquesta de cámara (1952), orquesta
- Trío en fa (1954), violín, violonchelo, piano
- Suite breve (1959), flauta y piano
- Scherzo (1960), voz y orquesta
- Música para ocho ejecutantes (1961), flauta, clarinete, trompeta, trombón, viola, violonchelo, dos percusionistas
- Texturas y estructuras (1963), quinteto de viento
- Dedicatoria (1966), violín y piano
- Cantata para la inauguración de una Losa de ensayo (1968), voz, conjunto instrumental y cinta
- Pascha Nostrum (1971), voces solistas, coro, conjunto instrumental, cinta magnética
- Grupos tímbricos (1979), orquesta